# Алекса Гаїч
Алекса Гаїч ( серб. кир.: Алекса Гајић; 20 травня 1974, Белград) — сербський художник коміксів і режисер. 

## Біографія
Алекса Гаїч народився 20 травня 1974 року. Гаїч найвідоміший як ілюстратор «Бич богів» (фр. Le Fléau des dieux), написана Валері Мангін, і Technotise, написана Дарко Гркинічем. Крім того, він є відомим ілюстратором у Сербії і публікувався у різних журналах, таких як «Політікін Забавник».
З 2000 року він уклав контракт із французьким видавцем коміксів Soleil Productions. Він — головний автор анімаційного художнього фільму Technotise: Edit & I,.
«Едіт і я» — перший сербський повнометражний анімаційний фільм для підлітків та дорослої аудиторії. Автор сценарію і режисер Алекса Гаїч. Фільм вийшов в прокат в Сербії 28 вересня 2009 року. В мультфільмі використовувалася частково комп'ютерна анімація. Фільм ліцензований також на території США і Німеччини.

### Комікографія
- Technotise, письменник: Дарко Гркиніч, «Системні комікси», Белград, Сербія, 2001 та 2009 роки.ISBN 86-902255-1-X .
- У гвинтах: збірка коротких коміксів ( U šrafovima: kolekcija kratkih stripova ), "System Comics", Белград, 2003.ISBN 86-84687-02-7
- Le Fléau des dieux[fr] 1–6, письменник: Валері Мангін, "Soleil Productions", Тулон, Франція, 2000–2006.
  - Біч Божи 1–6, «Системні комікси», Белград, Сербія, 2002–2005.
  - Бич богів 1–2, «Марвел», Нью-Йорк, 2009–2010.
- Дракко 1–2, письменник: Валері Мангін, «Soleil Productions», Тулон, 2011–2012.

### Художні книги та каталоги
- Aleksa Gajić: віртуальна реальність - реальна віртуальність / Aleksa Gajić: virtuelna realnost - realna virtuelnost (каталог виставки), Музей прикладного мистецтва, 9–30 червня 2005 р. Текст Аніки Туцаков, куратор виставки Маріана Петрович-Раїч, 2005, 44 с. ISBN 86-7415-094-2
- Епічні герої та місто майбутнього ( Epski heroji i grad future / Aleksa Gajić : héros epiqués et ville du futur ), "Fabrika" (каталог виставки), Нові Сад, 7–8 вересня 2012 р., редактор Здравко Вулін, Студентський культурний центр, Новий Сад та Французький інститут, Белград, 2012, 32 с.
- ScrapBook ( Skrepbuk ), "Moro" та "System Comics", Белград, 2012 рік.